# Egil

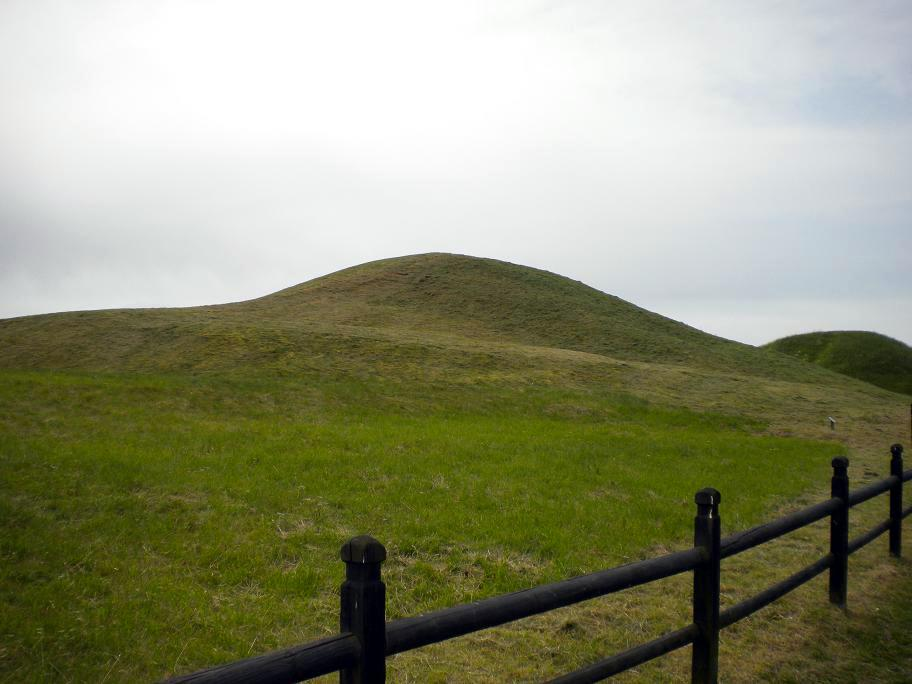
A possível sepultura de Egil, num dos três Montes de Uppsala

Egil — também referido como Eigel, Egill, Egil Tunnadolg, Eghil Wendilkroka, Angatyr, Týs öttungr ou Ongentheow — foi um rei lendário sueco do século V–VI.
Teria pertencido à Casa dos Inglingos, sendo filho do rei Aun, e tendo sido sucedido por Ótaro Corvo de Madeira.
Segundo a saga islandesa Heimskringla, do cronista Snorri Sturluson do século XIII, Egil foi deposto por um escravo (thrall) e obrigado a fugir à Dinamarca. Voltou mais tarde à Suécia e retomou o poder em Uppsala com ajuda dinamarquesa. Foi morto por um touro enfurecido.  Na opinião do professor Birger Nerman em 1913, Egil é um dos três reis sepultados nos três Montes de Uppsala.